# Phare de Flötjan
Le phare de Flötjan (en finnois : Flötjan  majakka) est un phare situé sur un îlet des îles Åland (Province autonome de Finlande) en mer d'Åland, près du phare de Lågskär sur la route de Mariehamn, en Finlande.

## Histoire
La lumière d'origine était un petit cairn construit en 1901 sur lequel une lumière a été installée en 1908. Il a été gravement endommagé pendant la Seconde Guerre mondiale. Une tour de phare en béton a été construite en 1953 et automatisée en 1959. En 1986, il était équipé d'une génératrice éolienne de fabrication française et dans les années 1990 il a été modifié pour fonctionner à l'énergie solaire. Il est équipé d'un radar Racon.
Il se trouve à environ 18 km au sud-ouest de Mariehamn.

## Description
Le phare actuel  est une tour cylindrique de 22 mètres de haut, avec une galerie et une lanterne. La tour est peinte en rouge avec une bande horizontale blanche. Il émet, à une hauteur focale de 26 mètres, deux éclats blancs toutes les 20 secondes. Sa portée nominale est de 10 milles nautiques (environ 19 km).
Identifiant : ARLHS : ALA-005 - Amirauté : C4482 - NGA : 16100.
|              |
| Îles d'Åland |

|                |
| L'ancien phare |

|                  |
| Le phare en 1922 |

### Lien connexe
- Liste des phares de Finlande